# Monika Karsch
Monika Karsch (22 de dezembro de 1982) é uma atiradora olímpica alemã, medalhista olímpica.

## Carreira

### Rio 2016
Monika Karsch representou seu país nas Olimpíadas de 2016, na prova de Tiro nos Jogos Olímpicos de Verão de 2016 - Pistola 25 m feminino, ela perdeu na disputa pelo ouro para a grega Anna Korakaki